# アナバチ科
アナバチ科（Sphecidae）はハチ目ハチ亜目ミツバチ上科に分類されるカリバチ。ジガバチ科とも。この科に属す種を総称してアナバチと呼ぶ。下位にはジガバチ亜科などが属す。
かつてはセナガアナバチ科などもアナバチ科に含まれ、11亜科226属、世界には約8000種がおり、このうち日本には7亜科38属の約280種が分布するとされていた。その後2000年代になって、大半の亜科は独立したギングチバチ科に再分類されている。この、かつてのアナバチ科のハチを総称してアナバチと呼ぶことも多い。
現在のアナバチ科は、アナバチ亜科（Sphecinae）、ジガバチ亜科（Ammophilinae）、ドロジガバチ亜科（Sceliphrinae）、Chloriontinae亜科の4亜科（世界で約800種）のみとされる。
典型的な狩りバチであり、獲物は各種の昆虫やクモ類である。自ら営巣して幼虫室をつくり、幼虫の食料として麻酔した獲物を運び込んで卵を産み付けたあと部屋を閉じるものが大半だが、一部の種（Chlorion lobatumなど）は外部寄生する。社会性はなく、単独行動をとる。

## 日本産アナバチ科
以下では主に寺山守・須田 2016を参考に日本産の種について概要を記す。
ジガバチ亜科 - 腹柄は2節からなり長い。ミカドジガバチは朽木に、他の3種は地面に穴を掘ってチョウ目の幼虫（イモムシやシャクトリムシ）を貯える。
- サトジガバチ　Ammophila sabulosa　体長19-25mm　北海道、本州、（四国及び[6]）九州、対馬、南西諸島（大隅諸島）[7]
- ヤマジガバチ　Ammophila infesta　体長19-25mm　北海道、本州、九州、南西諸島（屋久島）[7]
- フジジガバチ　Ammophila clavus　体長20-30mm　本州、九州、南西諸島（沖縄島以南）
- ミカドジガバチ Hoplammophila aemulans　体長約26mm　本州（主に青森県津軽以南[8]）、四国及び[8]）九州[7]、対馬

ドロジガバチ亜科 - 腹柄は1節からなり長い。幼虫の食料として数匹のクモを貯える。ドロジガバチ属Sceliphronは泥を使って葉巻き型の壺を作って育房とし、数個の育房をかためて作ると全体をさらに泥で上塗りする。ルリジガバチ属はキゴシジガバチの古巣や竹筒など既存の穴を利用して育房とし、最後に白い泥（鳥の尿など）で封をする。
- ヤマトルリジガバチ Chalybion japonicum　体長約26mm　本州（主に青森県津軽以南[9]）、四国、九州、南西諸島、伊豆諸島、小笠原諸島
- ベンガルルリジガバチ Chalybion bengalense　体長約13-16mm　南西諸島
- キゴシジガバチ Sceliphron madraspatanum　体長20-28mm　本州（主に南部[10]）、四国、九州、対馬、南西諸島
- モンキジガバチ Sceliphron deforme　体長15-20mm　北海道、本州、四国、九州、南西諸島
- アメリカジガバチ Sceliphron caementarium　体長20-25mm　本州、九州、小笠原諸島 - 外来種

アナバチ亜科 - 腹柄は1節で短い。幼虫の食料として主にキリギリス科の幼虫または成虫を数匹貯える。オキナワアナバチは大型のバッタ、ツマキアナバチはコマダラゴキブリの成虫を狩ることが知られている巣はツツアナバチ属Isodontiaでは枯れ木の坑などを利用し、部屋の隔壁や出入口の封鎖にはコケ（キバネアナバチ、アルマンアナバチ）や枯れ草（コクロアナバチ）、木クズ（ツマキアナバチ）が使われる。他の2属は地面に穴を掘る。
- クロアナバチ Sphex argentatus　体長22-30mm　北海道、本州、四国、九州、伊豆諸島、南西諸島[7]
- キンモウアナバチ Sphex diabolicus　体長23-30mm　本州（主に東京都、千葉県以西[11]）、四国、九州、南西諸島
- フクイアナバチ Sphex inusitatus　体長20-30mm　本州、九州
- キンイロアナバチ Sphex sericeus　体長20-25mm　南西諸島（沖縄島）
- コクロアナバチ Isodontia nigella　体長15-24mm　北海道、本州、九州、対馬、伊豆諸島、南西諸島
- キバネアナバチ Isodontia nigella　体長約20mm　本州、四国、九州、南西諸島（屋久島、奄美大島）
- アルマンアナバチ Isodontia harmandi　体長15-24mm　本州、四国、九州、対馬
- ツマキアナバチ Isodontia auripygata　体長21-28mm　南西諸島（八重山諸島）
- オガサワラアナバチ Isodontia boninensis　体長約15mm　小笠原諸島
- オキナワアナバチ Prionyx viduatus　体長12-24mm　南西諸島